# Sphaerodactylus perissodactylius
Sphaerodactylus perissodactylius — вид геконоподібних ящірок родини Sphaerodactylidae. Ендемік Домініканської Республіки.

## Поширення і екологія
Sphaerodactylus perissodactylius мешкають на західних схилах гір Сьєрра-Мартін-Гарсіа. Вони живуть в напівсухих і помсірно вологих тропічних лісах,що ростуть на вапнякових ґрунтах, серед опалого листя і гнилої деревини, під камінням. Зустрічаються на висоті від 400 до 500 м над рівнем моря.

## Збереження
МСОП класифікує цей вид як такий, що перебуває під загрозою зникнення. Sphaerodactylus perissodactylius загрожує знищення природного середовища. 